# Курово-Кольонія (Куявсько-Поморське воєводство)
Курово-Кольонія (пол. Kurowo-Kolonia, нім. Kürdorf) — село в Польщі, у гміні Барухово Влоцлавського повіту Куявсько-Поморського воєводства.
Населення — 217 осіб (2011).
У 1975-1998 роках село належало до Влоцлавського воєводства.

## Демографія
Демографічна структура станом на 31 березня 2011 року:
|          | Загалом | Допрацездатний вік | Працездатний вік | Постпрацездатний вік |
| -------- | ------- | ------------------ | ---------------- | -------------------- |
| Чоловіки | 115     | 30                 | 74               | 11                   |
| Жінки    | 102     | 11                 | 67               | 24                   |
| Разом    | 217     | 41                 | 141              | 35                   |